# Rhinogobio ventralis
Rhinogobio ventralis is een straalvinnige vissensoort uit de familie van de eigenlijke karpers (Cyprinidae). De wetenschappelijke naam van de soort is voor het eerst geldig gepubliceerd in 1874 door Sauvage & Dabry de Thiersant.